# Atari, Inc. (1993–presente)
Atari, Inc. é uma subsidiária estadunidense e divisão de publicação da Atari SA. Formada em 1993 como GT Interactive Software Corp., ramo de publicação de jogos eletrônicos da GoodTimes Home Video, a empresa foi posteriormente adquirida majoritariamente pela Infogrames em 1999, e mais tarde renomeada para Infogrames, Inc. Como parte da mudança de marca da Infogrames em toda a empresa após a aquisição da Hasbro Interactive em 2001, que detinha os direitos da marca Atari, a Infogrames, Inc. passou a ser conhecida como Atari, Inc. em maio de 2003. Em 11 de outubro de 2008, a Infogrames concluiu a aquisição da Atari, Inc., tornando-a uma subsidiária integral.
Antes de sua aquisição pela Infogrames, a GT Interactive era conhecida por publicar jogos como Doom II, Quake, Driver, o primeiro Unreal e por adquirir desenvolvedores como a Reflections Interactive e a Legend Entertainment.
Em 8 de março de 2021, a empresa entrou oficialmente no ramo das criptomoedas. Ela, junto com a Decentral Games, anunciou uma construção de um cassino exclusivo para moedas virtuais.

## Atari Token
A empresa passou a investir em sua própria criptomoeda, Atari Token (ATRI), que opera na rede Ethereum. Ronaldinho Gaúcho virou o garoto-propaganda da moeda. Essa não é a primeira vez que ele se envolve com criptomoedas, e já fez propaganda para as empresas 18K e LBLV. Em ambos os casos, ele foi investigado por suspeitas de fraude e pirâmide financeira.